# Sky Sports
A Sky Sports é um grupo de canais de esportes de televisão por assinatura britânicos, operados pela empresa de televisão por satélite Sky Group, uma divisão da Comcast. A Sky Sports é a marca dominante de esportes de televisão por assinatura no Reino Unido e na Irlanda. Ela desempenhou um papel importante na crescente comercialização do esporte britânico desde 1991, às vezes desempenhando um grande papel na indução de mudanças organizacionais nos esportes que transmite, principalmente quando incentivou a Premier League a se afastar da English Football League em 1992.
O evento principal do Sky Sports, a Premier League, o futebol, o críquete, o golfe, a F-1 estão disponíveis como um pacote premium, além do pacote básico da Sky. Esses canais também estão disponíveis como canais premium em quase todos os sistemas de transmissão via satélite, cabo e IPTV no Reino Unido e na Irlanda.  Sky Sports News, Sky Sports Racing e Sky Sports Mix são fornecidos como parte dos pacotes básicos. A rede Sky Sports é gerenciada por Rob Webster.